# Poljica (Krk)
Poljica je selo na otoku Krku u Primorsko-goranskoj županiji.

## Smještaj
Poljica se nalaze na zapadnom dijelu otoka Krka, u kraju koji se naziva Šotovento. Kao i sva naselja Šotoventa ni Poljica nisu na obali nego u unutrašnjosti otoka, oko 3 km zračne linije jugoistočno od uvale Čavlena. U neposrednoj blizini su sela Bajčići i Nenadići. Od Malinske su udaljene oko 6, a od Krka oko 10 km. Administrativno pripadaju Gradu Krku kao i cijelo Šotovento.

## Povijest
U antici je ovaj prostor bio naseljen Ilirima. U srednjem vijeku, sve do 15. st. ovaj je dio otoka pretežno pust i slabo naseljen. Kako bi povećao prihode od poreza, Ivan VII Frankapan naselio je sredinom 15. st. na ovo područje Vlahe, Murlake s Velebita. Ipak, među njima je bilo vrlo malo pravih etničkih Vlaha, a većina su bili Hrvati.
Poljica su najveće značenje imala u drugoj polovini 19. st. Otprilike u to vrijeme, 1848. g., tu je otvorena i prva škola u čitavom Šotoventu. Do tada je ulogu obrazovne ustanove imao franjevački samostan na Glavotoku.

## Krčkorumunjsko narječje
Murlaci koje je u 15. st. naselio na ovaj dio otoka Ivan VII. Frankapan govorili su posebnim govorom koji se danas naziva krčkorumunjskim narječjem. Posljednji govornik toga narječja bio je poljičanin Mate Bajčić Gašpović koji je umro 1875. g., a čime je izumrlo i to romansko, krčkorumunjsko narječje.

## Stanovništvo
Prema popisu stanovnika iz 2001. g. u Poljicama je živjelo 62 stanovnika.
Kretanje broja stanovnika Poljica je umjereno. Od kada postoje službeni podatci, od sredine 19. st., Poljica imaju blagi i postupni porast stanovništva do sredine 20. st. 1953. g. imala su maksimalnih 89 žitelja. Od tada je broj stanovnika u laganom opadanju. 
| broj stanovnika | 39    | 43    | 54    | 59    | 54    | 67    | 80    | 85    | 82    | 89    | 68    | 72    | 74    | 65    | 62    | 74    | 83    |
|                 | 1857. | 1869. | 1880. | 1890. | 1900. | 1910. | 1921. | 1931. | 1948. | 1953. | 1961. | 1971. | 1981. | 1991. | 2001. | 2011. | 2021. |

## Gospodarstvo
Poljica su tradicijonalno poljoprivredni kraj. Najvažniji su ratarstvo, stočarstvo i maslinarstvo. Vinogradarstvo manje. Nekada je važna bila i sječa te izvoz drva za ogrjev, ali je to danas zanemarivo.
U Poljicama i okolnim selima radi nekoliko obrta. U obližnjim Nenadićima je prehrambeno-prerađivački pogon. Velik dio žitelja radi u obližnjim većim mjestima na otoku: Malinskoj i Krku.
Zbog smještaja u unutrašnjosti otoka, turizam se nije razvio. Ipak, Poljica zapravo nisu jako udaljena od mora, a i očuvana je autohtona arhitektura sa starim kamenim kućama pa je moguć razvoj turizma, naročito seoskog (agroturizam).

## Kultura i znamenitosti
Iako malo selo, Poljica ima puno renesansnih građevina. Među njima se naročito ističe zvonik župne crkve građen od fino klesanog kamena. Sagrađen je 1768. g., a prije njega je postojao drugi, manji. Svojom visinom od 29 metara dominira selom i okolicom.  
Župna gotička crkva sagrađena je prije 1490. g.
U mjestu djeluje poznata klapa Kaštadi.
Prema uvali Čavlena, u šumi, je mala ranosrednjevjekovna crkvica sv. Krševana. Ne zna se tko ju je sagradio, ali se smatra da je iz 9. st.
Nedaleko Poljica, nad uvalom Čavlena, su najveći primjerci hrasta kitnjaka na otoku Krku. Smatraju se starima oko 400 godina.

## Šport
- Sportsko ribolovno društvo Čavlena, naziva prema Poljicama najbližoj uvali, sjeverozapadno od sela.

## Vanjske poveznice
- slika Poljica
- slika zvonika[neaktivna poveznica]
- službene stranice Grada Krka  Arhivirana inačica izvorne stranice od 17. veljače 2010. (Wayback Machine)
- službene stranice Turističke zajednice Grada Krka